# Benstonite
Ne doit pas être confondu avec Bentonite.
La benstonite est un minéral de formule Ba6Ca6Mg(CO3)13. Découvert en 1954, le minéral a été décrit en 1961 et nommé d'après Orlando J. Benston (1901–1966).

## Description et occurrence
La benstonite est translucide et de couleur blanche, jaune pâle ou jaune-brun pâle. Le minéral se présente sous forme de masses clivables; les fragments de clivage ont une forme presque parfaitement rhomboédrique. Les faces de clivage mesurent jusqu'à 1 cm de diamètre et sont légèrement incurvées. Sur les gros spécimens, les faces présentent une structure en mosaïque similaire à celle de certains échantillons de dolomite et de sidérite. La Benstonite émet une fluorescence rouge ou jaune sous les rayons X et les ultraviolets à ondes longues et courtes. Le minéral présente également une forte phosphorescence rouge.
La benstonite est présente au Canada, en Chine, en Inde, en Italie, en Namibie, en Russie, en Suède et aux États-Unis. Il se produit en association avec l'alstonite (en), la barytine, la barytocalcite (en), la calcite, la daqingshanite, la fluorite, la huntite, la monazite, la phlogopite, la pyrite, la sphalérite, la strontianite et le quartz.

## Synthèse
Le minéral a été synthétisé pour la première fois en 1973 lors d'une étude du système Ba-Mg-Ca-CO3 en solution aqueuse. A température ambiante, une solution contenant des quantités proportionnelles de chlorure de magnésium, chlorure de baryum et le chlorure de calcium a été préparée, dans laquelle le carbonate de sodium a été ajouté. La solution a immédiatement précipité, et après avoir reposé pendant deux semaines, le précipité a été identifié comme étant de la benstonite presque pure.

## Histoire
Orlando J. Benston, de Malvern en Arkansas, a visité une mine de barytine dans le comté de Hot Spring en Arkansas, la veille du Nouvel An, 1954. Il a recueilli des échantillons d'un minéral qui lui paraissait être de l'alstonite ou de la barytocalcite sur la base de tests qualitatifs. Friedrich Lippmann l'a identifié comme un nouveau minéral et l'a décrit dans le journal Naturwissenschaften en 1961. Il l'a nommé benstonite en l'honneur de Benston.
Les échantillons types sont conservés à l'université Victor Goldschmidt en Allemagne et au musée national d'histoire naturelle des États-Unis.